# Dan Fogler
Daniel Kevin „Dan” Fogler (ur. 20 października 1976 w Nowym Jorku) – amerykański aktor i scenarzysta pochodzenia żydowskiego, występował w roli Luke’a w serialu AMC Żywe trupy (The Walking Dead). Wystąpił także w komedii romantycznej Facet pełen uroku (Good Luck Chuck, 2007), filmie przygodowym fantasy Fantastyczne zwierzęta i jak je znaleźć (2016; nominacja do nagrody Saturna w kategorii najlepszy aktor drugoplanowy) i sequelu Fantastyczne zwierzęta: Zbrodnie Grindelwalda (2018). Laureat Tony Award za debiutancką rolę Williama Barfée w komedii muzycznej The 25th Annual Putnam County Spelling Bee (2005) na off-Broadwayu. Wystąpił też w teledysku zespołu Type O Negative do utworu „I Don't Wanna Be Me”.

## Filmografia

### Filmy fabularne
- 2006: Szkoła dla drani jako Zack
- 2007: Facet pełen uroku jako Stu
- 2008: Kung Fu Panda jako Zeng (głos)
- 2008: Horton słyszy Ktosia jako Councilman / Yummo Wickersham (głos)
- 2009: Miłość w Seattle jako Lane „Goddamn” Marshall, menedżer Burke’a
- 2009: Zdobyć Woodstock jako Davon
- 2010: Święta, święta i Po jako Zeng (głos)
- 2011: Matki w mackach Marsa jako Gribble (głos)
- 2013: Skubani jako gubernator Bradford (głos)
- 2013: Raport z Europy jako dr Sokolov
- 2016: Fantastyczne zwierzęta i jak je znaleźć jako Jacob Kowalski
- 2018: Fantastyczne zwierzęta: Zbrodnie Grindelwalda jako Jacob Kowalski

### Seriale TV
- 2009–2010: Amerykański tata – różne głosy
- 2011–2018: Robot Chicken – różne głosy
- 2012: Okropni Amerykanie jako Carl (głos)
- 2013: Hannibal jako Franklin Froideveaux
- 2014: The Black Box jako Fred Baker
- 2014–: Goldbergowie jako Marvin Goldberg
- 2015: Podejrzany jako Dave Carlyle
- 2015: Żona idealna jako Nick Zubrovsky
- 2017: Famous In Love w roli samego siebie
- 2018–: Żywe trupy jako Luke